# Journée internationale de la langue maternelle

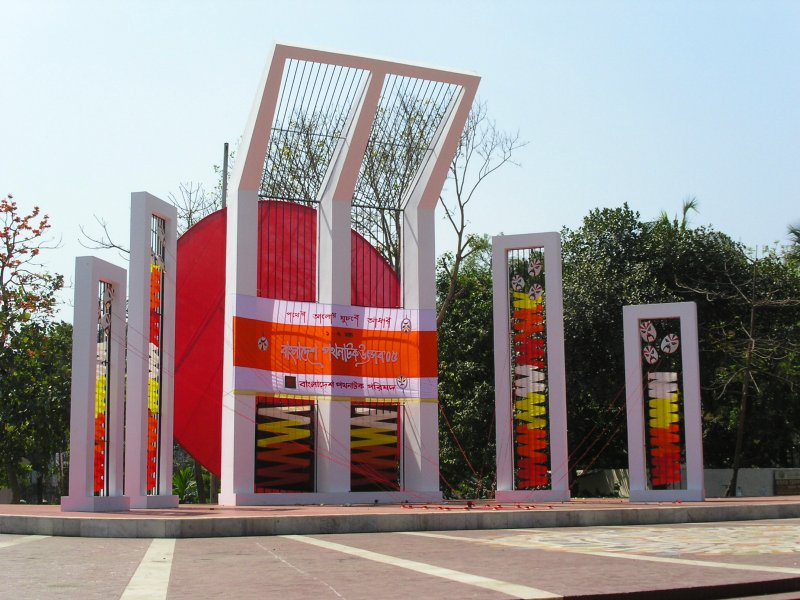
Shaheed Minar (Dhaka), le Monument des Martyrs, près du Collège médical de Dacca, au Bangladesh, a été élevé à la mémoire des morts du Mouvement pour la Langue le 21 février 1952.

La Journée internationale de la langue maternelle fut proclamée par l'UNESCO le 21 février 2000, et est célébrée à cette même date chaque année dans les États membres et au siège de l'UNESCO afin de promouvoir la diversité linguistique et culturelle et le multilinguisme.
Cette journée consacre la reconnaissance du Mouvement pour la Langue commémoré au Bangladesh par la Journée du mouvement pour la Langue depuis 1952, quand la police et l'armée de l'État pakistanais, qui occupait alors le Bangladesh, ouvrirent le feu sur la foule des locuteurs de Bengali manifestant pour leurs droits linguistiques à Dhaka.

## Historique
En 1999, la Conférence générale de l’UNESCO a adopté la résolution 37 recommandant des mesures pour promouvoir le multilinguisme, y compris en promouvant un accès universel au cyberespace et le multiculturalisme sur les réseaux d’information mondiaux. 
En l’an 2000, la Journée internationale de la langue maternelle a été célébrée pour la première fois.
Dans un message lu au cours de la cérémonie de la première manifestation, le secrétaire général des Nations unies Kofi Annan a apporté son soutien à la Journée internationale de la langue maternelle qui, a-t-il dit, fait prendre conscience à tous les peuples de la valeur des  langues. Réaffirmant l’importance primordiale de préserver la diversité des  langues, le secrétaire général a appelé à des efforts accrus pour préserver les langues en tant que patrimoine partagé de l’humanité.
Les célébrations de la Journée internationale de la langue maternelle en 2000, 2001, 2002 et 2003 ont été l’occasion de discours et d’échanges d’idées conduites par des universitaires, des linguistes, des fonctionnaires, d’associations culturelles, et d’autres représentants d’États membres sur les thèmes de la culture, l’éducation et les langues. À travers le monde, de nombreuses activités locales culturelles ont eu lieu comme la lecture de poésie dans les écoles, des expositions et des pièces de théâtre. Des programmes de radio et de télévision produits par des médias locaux et nationaux ont vu le jour.
La célébration de la Journée internationale de la langue maternelle est au premier rang des efforts de l’Organisation pour promouvoir la diversité linguistique et l’éducation multilingue. C’est en ces termes que le directeur général de l’UNESCO, Kōichirō Matsuura, s’est exprimé à l’occasion de la Journée internationale de la langue maternelle le 21 février 2002 : « Aujourd’hui plus que jamais, recherchons la compréhension et la reconnaissance des autres peuples et des autres cultures en respectant leurs  langues et les modes de pensée qui s’expriment à travers elles. » De fait, l’association mondiale d’espéranto propose depuis 2010 de fêter la journée internationale de la langue maternelle comme une fête nationale en Espérantie : l’espéranto est un outil de communication internationale dont le but est de défendre des langues nationales.